# فرانسوا د واخنره
فرانسوا د واخنره (انگلیسی: François De Wagheneire; ۱۹ سپتامبر ۱۹۳۷ – September ۲۰۱۵ (۷۷−۷۸ سال)) دوچرخه‌سوار اهل بلژیک بود.